# Beleg van Naarden (1813-1814)
Het Beleg van Naarden was een beleg door een Nederlandse troepenmacht onder leiding van generaal Kraijenhoff van 17 november 1813 tot 12 mei 1814. De Franse troepenmacht onder generaal Quetard de la Porte weigerde zich over te geven nadat ze omsingeld waren, en bleef hardnekkig weerstand bieden, bemoeilijkt door het feit dat veel soldaten, voornamelijk Nederlanders in Franse dienst, deserteerden. De stad zou zich uiteindelijk pas overgeven na de publicatie van het Verdrag van Fontainebleau (1814).

## Achtergrond
Napoleon werd in oktober 1813 bij Leipzig verslagen, in de volkerenslag. Nederland werd hierop volgens bevrijd door Pruisische en Russische soldaten. De Fransen trokken zich hierbij in vestingsteden terug, waaronder Naarden.

## Het beleg
Het beleg van Naarden duurde circa zes maanden en daarmee, op Delfzijl na, de laatste stad die werd bevrijd. Aan Nederlandse zijde voerde vanaf maart generaal Kraayenhof het bevel. Toen Napoleon eenmaal gevangen was genomen in april 1814, wilden de Fransen dat niet geloven en bleef het beleg voortduren. Uiteindelijk kregen ze op 12 mei 1814 een aftocht met eer.

## Vervolg
Hoewel het beleg van Naarden niet direct militair strategisch belangrijk was, was het een wel een significante overwinning voor Willem I. Hij moest namelijk bewijzen dat Nederland op zichzelf kon functioneren, waarmee hij kon betogen dat Nederland op zichzelf kon bestaan. Dit lukte, en Nederland kreeg bij het congres van Wenen (1814) definitief onafhankelijkheid. Napoleon ontsnapte echter van Elba, wat leidde tot de Slag bij Waterloo.